# Musée monétaire cantonal de Lausanne
Il musée monétaire cantonal de Lausanne è in museo numismatico situato a Losanna.

## Storia
Il museo fu creato nel 1701 dalle autorità del canton Berna, e comprendeva circa 500 pezzi nel 1779, alla date della compilazione del primo catalogo. Dall'inizio del XX secolo, è il depositario legale di tutte le monete trovate nel territorio cantonale (circa 150 tesori e oltre 10000 unità singole nel en 2013).

## Collezioni
Ospitato dal Palais de Rumine dal 1904, il museo offre un'esposizione permanente sulla storia della moneta. Le collezioni coprono le differenti monete, medaglie, gettoni, pesi e sigilli dei Vescovi di Losanna, del canton Vaud, della Svizzera e di paesi vicini. Ha anche una biblioteca numismatica di circa 20000 volumi.